# Bulawayo
Bulawayo es la segunda mayor ciudad de Zimbabue tras la capital Harare. Tiene estatus de provincia y su población es de más de un millón de habitantes.
Bulawayo es un importante centro industrial. Está situada junto al río Matsheumhlope al suroeste del país. Posee el mayor museo de Zimbabue, el Mzilikmzi Art and craft center, el Orfanato de vida salvaje Chipangali y las Ruinas de Khami. El parque nacional Matobo es una de las principales atracciones turísticas del país.
El nombre "Bulawayo" procede del idioma ndebele que significa lugar de sacrificio. La ciudad está en el lugar del kraal de Lobengula, rey de los ndebele. Los ndebele, una etnia africana, fundaron Bulawayo a mediados del siglo XIX. Los británicos expulsaron a la población originaria en 1893 y alcanzó el rango de ciudad en 1943.

## Historia

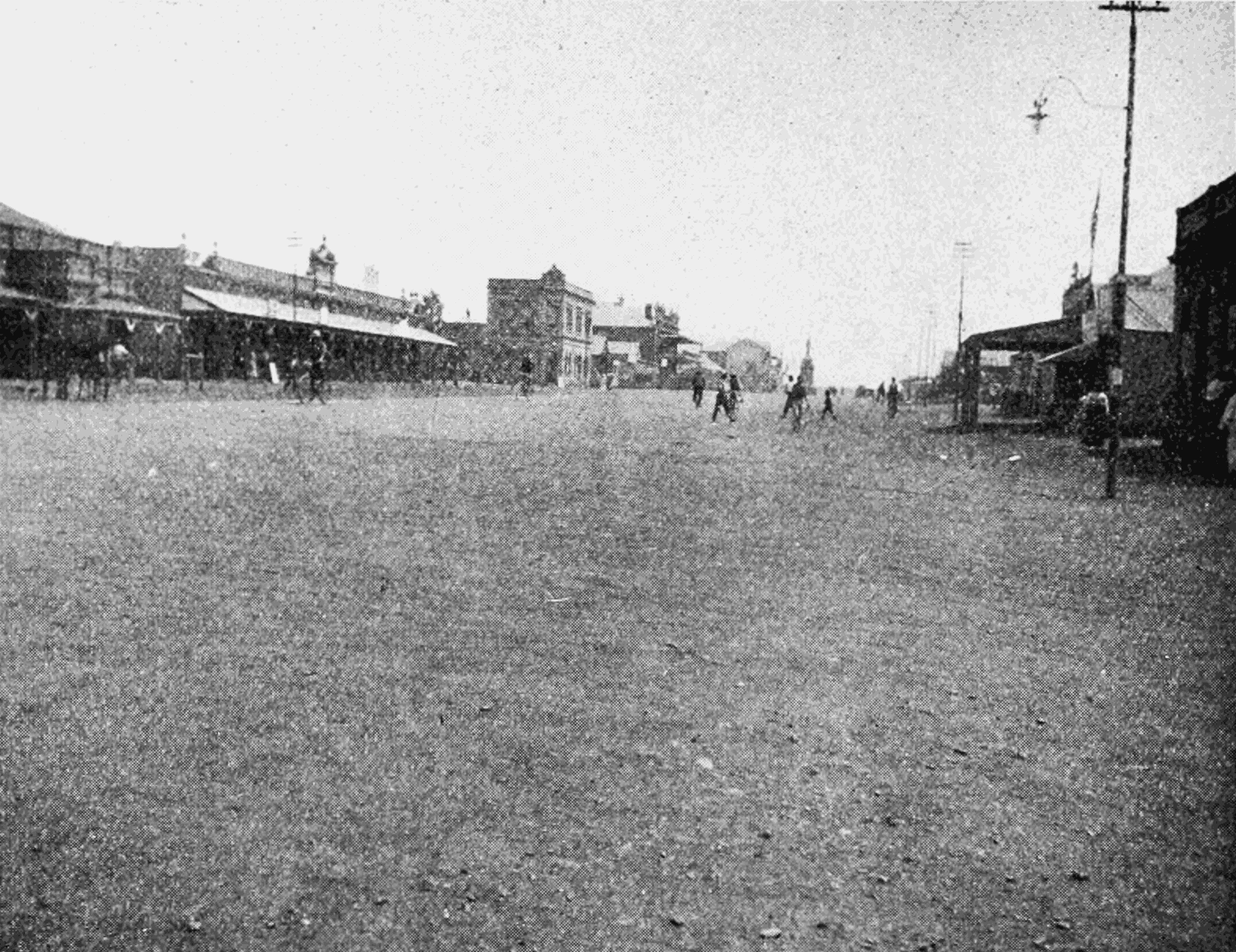
La calle principal de Bulawayo en 1905.

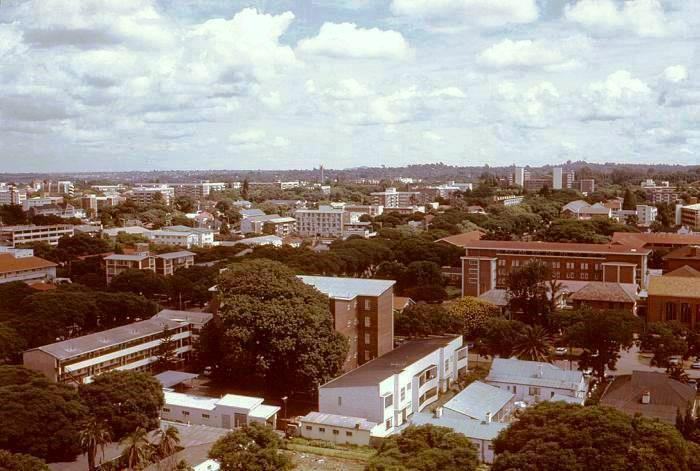
Bulawayo en 1976.

La ciudad fue fundada por el rey Ndebele, Lobengula, hijo del rey Mzilikazi, nacido en Matshobana, que se estableció en la actual Zimbabue alrededor de la década de 1840. Esto siguió a la gran caminata del pueblo Ndebele desde el norte de KwaZulu. El nombre Bulawayo proviene de la palabra Ndebele bulala y se traduce como "el que debe ser asesinado". Se cree que, en el momento de la formación de la ciudad, hubo una guerra civil. Mbiko Masuku, un confidente de confianza del Rey de Mzilikazi y líder del regimiento de Zwangendaba, luchó contra el Príncipe de Lobengula ya que no creía que él fuera el heredero legítimo del trono. Esto se debió a que Lobengula nació de una madre suazi y Mbiko ka Madlenya Masuku sintió que era de una clase menor. Llamó a su capital "el lugar del asesinado".
En ese momento, Lobengula era un príncipe que luchaba por ascender al trono de su padre Mzilikazi. Era común en ese momento que la gente se refiriera a Bulawayo como "KoBulawayo UmntwaneNkosi", "un lugar donde luchan o se levantan contra el príncipe". La ciudad de Bulawayo, casualmente, tiene un nombre similar al de la capital del gran rey guerrero zulú Shaka ka Senzangakhona en KwaZulu, de donde provienen de Mzilikazi y su clan Khumalo y otras personas Nguni.
En la década de 1860, la ciudad fue influenciada por la intriga europea. Muchas potencias coloniales arrojan ojos codiciosos sobre Bulawayo y la tierra que lo rodea debido a su ubicación estratégica. Gran Bretaña hizo un uso hábil de la iniciativa privada en forma de Cecil Rhodes y la Chartered Company para desarmar la sospecha de sus rivales. Lobengula describió una vez a Gran Bretaña como un camaleón y a sí mismo como la mosca.
Durante la Guerra de Matabele de 1893, las tropas de la Compañía Británica de Sudáfrica invadieron y obligaron al Rey Lobengula a evacuar a sus seguidores, después de detonar municiones y prender fuego a la ciudad. Las tropas del BSAC y los colonos blancos ocuparon las ruinas. El 4 de noviembre de 1893, Leander Starr Jameson declaró a Bulawayo un asentamiento bajo el gobierno de la Compañía Británica de Sudáfrica. Cecil Rhodes ordenó que el nuevo asentamiento se fundara en las ruinas del kraal real de Lobengula, una acción típica de un poder conquistador. Aquí es donde se encuentra hoy la Casa del Estado.
En 1897, la nueva ciudad de Bulawayo adquirió el estatus de municipio en el sistema colonial británico, y el teniente coronel Harry White fue designado como uno de los primeros alcaldes de la ciudad.

### Cerco
Al estallar la Segunda guerra matabele, en marzo de 1896, Bulawayo fue asediado por las fuerzas de Ndebele. Los colonos establecieron una laager aquí con fines defensivos. Los Ndebele habían sufrido la brutal efectividad de los cañones británicos Maxim en la Primera Guerra Matabele, por lo que nunca organizaron un ataque significativo contra Bulawayo, aunque más de 10 000 guerreros Ndebele se reunieron para rodear la ciudad. En lugar de esperar pasivamente el ataque, los colonos montaron patrullas, llamadas Fuerza de Campo de Bulawayo, bajo Frederick Selous y Frederick Russell Burnham. Estas patrullas cabalgaron para rescatar a los colonos supervivientes en el campo y atacaron a los Ndebele. En la primera semana de combates, 20 hombres de la Fuerza de Campo Bulawayo fueron asesinados y 50 resultaron heridos. Un número desconocido de Ndebele fueron asesinados y heridos.
Durante el asedio, las condiciones en Bulawayo se deterioraron rápidamente. De día, los colonos podían ir a las casas y los edificios de la ciudad, pero por la noche se veían obligados a buscar un refugio en la lagar mucho más pequeña. Cerca de 1000 mujeres y niños se apiñaron en el área pequeña y las falsas alarmas de ataques eran comunes. El Ndebele no cortó las líneas telegráficas que conectaban Bulawayo con Mahikeng. Los colonos y las fuerzas pidieron ayuda, y los británicos enviaron tropas adicionales desde Salisbury y Fort Victoria (ahora Harare y Masvingo respectivamente) a 480 kilómetros (300 millas) al norte, y desde Kimberley y Mafeking a 970 kilómetros (600 millas) al sur. Una vez que las fuerzas de socorro llegaron a finales de mayo de 1896, se rompió el asedio. Se estima que 50.000 Ndebele se retiraron a su fortaleza de las Colinas de Matobo cerca de Bulawayo. No fue hasta octubre de 1896 que los Ndebele finalmente entregaron sus armas a los invasores.

### Ciudad moderna
En 1943, Bulawayo recibió el estatus de ciudad.
Desde finales del siglo XX, Bulawayo ha sufrido una fuerte caída en el nivel de vida que coincide con la grave crisis económica que afecta al país. Los principales problemas incluyen una inversión deficiente, la renuencia del gobierno a mejorar la infraestructura y los efectos de la corrupción y el nepotismo. La mayoría de los habitantes originales de la ciudad y sus descendientes han emigrado al sur a la vecina Sudáfrica. Desde 1992, la escasez de agua, debido a la falta de expansión en las instalaciones y suministros, se ha agudizado constantemente. El cólera estalló en 2008. Aunque la ciudad es el centro de la población del sur generalmente clasificada como Matebele, la población incluye etnias de todo el país.
El distrito central de negocios tiene los caminos más anchos. Estos fueron diseñados para acomodar los carros que se utilizaron como medio principal de transporte cuando la ciudad fue planeada y erigida.
Bulawayo es apodada la "Ciudad de los Reyes" o "kontuthu ziyathunqa", una frase de Ndebele para "humo que surge". Este nombre surgió de la base industrial históricamente grande de la ciudad. Las grandes torres de enfriamiento de la planta generadora de electricidad a carbón situada en el centro de la ciudad solían expulsar vapor y humo sobre la ciudad. La mayoría de la población de Bulawayo pertenece al grupo étnico y lingüístico Ndebele (también conocido como Ndebele del Norte).

## Ciudades hermanadas
- Durban, Sudáfrica
- Polokwane, Sudáfrica
- Katima Mulilo, Namibia
- Aberdeen, Reino Unido